# Скрипучий гортанний апроксимант
Скрипучий гортанний апроксимант — тип приголосного звука, що існує в деяких людських мовах. Символ Міжнародного фонетичного алфавіту для цього звука — ʔ̞, а відповідний символ X-SAMPA — ?_o.

## Особливості
- Це ротовий приголосний, тобто повітря виходить крізь рот.

- Механізм передачі повітря — егресивний легеневий, тобто під час артикуляції повітря виштовхується крізь голосовий тракт з легенів, а не з гортані, чи з рота.